# محمودیه، اسکی‌شهر
محمودیه، اسکی‌شهر (به ترکی استانبولی: Mahmudiye) یک منطقهٔ مسکونی در ترکیه است که در استان اسکی‌شهر واقع شده‌است. محمودیه ۸۷۷ متر بالاتر از سطح دریا واقع شده‌است.